# Merremia grandiflora
Merremia grandiflora är en vindeväxtart som beskrevs av V. Ooststr. Merremia grandiflora ingår i släktet Merremia och familjen vindeväxter. Inga underarter finns listade i Catalogue of Life.